# Șișești, Maramureș
Șișești là một xã thuộc hạt Maramureș, România. Dân số thời điểm năm 2002 là 5497 người.